# David Farquhar
David Farquhar (født 5. april 1928 i Cambridge, New Zealand, død 8. maj 2007 i Wellington, New Zealand) var en newzealandsk komponist.
Farquhar studerede på Victoria University of Wellington under Douglas Lilburn. Han tog derefter til England, hvor han studerede på Guildhall School of Music under Benjamin Frankel.
Han har komponeret 3 symfonier, orkesterværker, kammermusik, koncerter, klavermusik og 1 opera.
Farquhar hører, sammen med Douglas Lilburn, til de ledende komponister fra New Zealand.

## Udvalgte værker
- Symfoni nr. 1 (1951) - for orkester
- Symfoni nr. 2 (1982) - for orkester
- Symfoni nr. 3 "Sange som huskes" (2002) - for orkester
- Klaverkoncert (19?) for klaver og strygeorkester
- Guitarkoncert (19?) - for guitar og kammerorkester
- "Ringen omkring Månen" (1957) - for 9 dansere og orkester